# Acomiadament col·lectiu
Un acomiadament col·lectiu o massiu, també anomenat reducció de planter, és una decisió unilateral per part d'un empresari que implica l'acomiadament, en un període de 90 dies, d'almenys deu persones, si l'empresa té menys de cent treballadors, o bé un 10% dels treballadors, si aquesta en té entre cent i tres-cents, o bé trenta o més treballadors, si en té més de tres-cents. Aquest acomiadament pot estar fonamentat en causes econòmiques, tècniques, organitzatives, de producció o per tancament de l'empresa. L'extinció dels contractes de treball per mitjà d'un acomiadament col·lectiu exigeix per llei la tramitació d'un procediment legal anomenat Expedient de Regulació d'Ocupació, ERO (en castellà, Expediente de Regulación de Empleo, ERE).
Les "causes econòmiques" en aquest aspecte no estan detallades a la llei espanyola, de manera que es poden considerar com a tals el fet que l'empresa guanyi més diners amb l'acomiadament que sense ell, o qualsevol ajust que pugui fer l'empresa amb el fi de fer front a una crisi econòmica, o el fet de témer que l'any en curs no obtindrà tants beneficis econòmics com esperava o voldria. Aquest buit legal no és present, per exemple, per a la recaptació d'impostos, on hi ha criteris molt definits de pagament i cap exempció o cas particular per "causes econòmiques".
A Catalunya, les empreses que fan un acomiadament col·lectiu, llevat que aquest hagi estat acordat amb els representants dels seus treballadors, durant els següents sis mesos no poden concertar el contracte de foment de la contractació indefinida per cobrir llocs de treball de la mateixa categoria o del mateix grup professional que els afectats per l'acomiadament, ni per al mateix centre o centres de treball.